# Bronisława Poświkowa

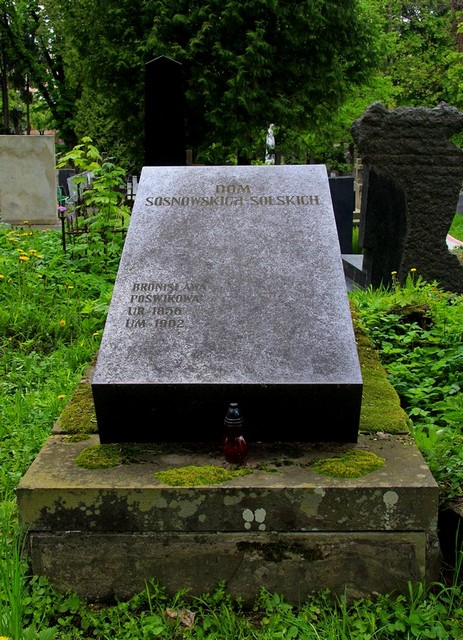

Bronisława z Bierzyńskich Poświkowa (ur. 1855 r. w Kielcach, zm. 13 marca 1902 r. we Lwowie) – polska malarka, twórczyni sztuki użytkowej i pedagog.

## Życiorys
Urodziła się w 1855 r. w Kielcach i tam wychowała. 22 lipca 1874 r. wzięła ślub z warszawskim księgowym Mieczysławem Poświkiem i zamieszkała z nim w Warszawie. Kilka lat później mąż popadł w długi i oślepł, w związku z czym Poświkowa musiała utrzymać rodzinę. W tym celu zaczęła naukę rysunku i malarstwa w pracowni Wojciecha Gersona, w szkole malarstwa dla kobiet Mariana Wiesiołowskiego i u Marii Andrzejkowiczówny. W 1881 r. wystawiła w pałacu Brühla zbiór koronek ręcznych, a trzy lata później brała udział w wystawie sztuki użytkowej w Towarzystwie Zachęty Sztuk Pięknych, prezentując wachlarze, ekrany i zdobione teczki. W 1886 r. jej malowana porcelana znalazła się na wystawie sztuki użytkowej dla przemysłu. W latach 1887–1898 oraz w 1901 r. wystawiała w Towarzystwie Zachęty Sztuk Pięknych pastele i obrazy olejne z motywami martwej natury, a w 1887 r. wystawiła w Krakowie malowany parawan. W 1888 r. została nagrodzona listem pochwalnym Towarzystwa Zachęty Sztuk Pięknych, miała wystawę indywidualną w Salonie Aleksandra Krywulta i znalazła się wśród założycieli warszawskiego Salonu Artystycznego, po czym brała udział w jego dorocznych wystawach do 1899 r., kiedy wycofała się z niego w proteście przeciw dopuszczaniu prac o niskim poziomie artystycznym. W 1889 r. wystawiła w Salonie Krywulta obrazy olejne będące imitacjami gobelinów. W 1890 r. zdobyła nagrody za serwis fajansowy na wystawach w Petersburgu, Chicago i Lwowie.
W 1890 r. otworzyła w swoim mieszkaniu cenioną szkołę malarstwa i rzeźby dla kobiet, o profilu wzorowanym na monachijskiej Kunstgewerbeschule, w której uczyła ornamentacji, rysunku stylowego, malowania kwiatów z natury, imitacji gobelinów oraz malarstwa na tkaninach, porcelanie i drewnie. Ponadto założyła przy szkole pracownię, realizującą zamówienia na przedmioty sztuki użytkowej. W latach 1894–1900 wystawiała w Towarzystwie Zachęty Sztuk Pięknych malarstwo z motywami roślinnymi. W 1894 r. otrzymała srebrny medal na wystawie w Grazu; rok później w Petersburgu wystawiała gobeliny ze scenami alegorycznymi i mitologicznymi, a za jeden z nich w 1896 r. otrzymała nagrodę na wystawie w Chicago. W 1896 r. ponownie miała wystawę indywidualną w Salonie Krywulta, a rok później prezentowała gobeliny na wystawie prac kobiet. Ok. 1897 r. zaczęła projektować meble z wypalanym ornamentem typu tatrzańskiego. W 1898 r. zdobyła drugą nagrodę w konkursie łódzkich fabrykantów na wzory tkanin, a rok później w Muzeum Przemysłu i Rolnictwa pokazywała meble z ornamentem kwiatowym.
W 1902 r. w Salonie Krywulta odbyła się wystawa podsumowująca jej dotychczasowy dorobek. Zaraz po jej otwarciu Poświkowa pojechała do Lwowa opiekować się chorą córką, zachorowała na zapalenie płuc i zmarła 13 lutego 1902 r. Została pochowana na Cmentarzu Łyczakowskim we Lwowie.
W 1902 r. zorganizowano pośmiertną wystawę jej prac we Lwowie, a rok później w Warszawie.

## Życie prywatne
Była córką urzędnika Bronisława Bierzyńskiego i Karoliny z Porębskich. Miała brata Mieczysława. Z małżeństwa z Mieczysławem Poświkiem miała córkę Karolinę (aktorkę) i syna Bronisława (inżyniera).